# Simulium alizadei
Simulium alizadei är en tvåvingeart som beskrevs av Dzhafarov 1954. Simulium alizadei ingår i släktet Simulium och familjen knott.
Artens utbredningsområde är Azerbajdzjan. Inga underarter finns listade i Catalogue of Life.